# Henri Laborit
Henri Laborit (Hanói, 21 de Novembro de 1914 - 18 de Maio de 1995) foi um cirurgião, um filósofo do comportamento animal e, sobretudo, do comportamento humano.
Henri Laborit dirigiu a revista Agressologie de 1958 a 1983.
Nós devemos a Laborit a introdução (1952) da clorpromazina, o primeiro neuroléptico, usado no tratamento da esquizofrenia e também como auxiliar no pré-operatório. Ele chamou atenção para a importância da neuróglia e dos radicais livres muito antes da imprensa, incluindo a científica. Ele também foi o primeiro a sintetizar o GHB (ácido gama-hidroxibutírico), no início dos anos 1960. Ele ganhou o Prêmio Lasker (Estados Unidos) em 1957, a medalha da OMS em 1972, e o Prêmio Anokhin (URSS) em 1981. Ele nunca recebeu o Prêmio Nobel (mas foi indicado) por não fazer parte de nenhum grande instituto ou centro de pesquisa.
Atuou no filme Meu Tio da América (Mon Oncle D'Amérique), dirigido por Alain Resnais (1980), onde interpreta a si mesmo, usando as cenas do filme como exemplos para sua teoria sobre o comportamento humano.

## Família e primeiros anos
Henri Laborit nasceu em Hanói, na Indochina Francesa, em 1914. Seu pai era médico e oficial colonial que morreu em 1920 de tétano. Laborit contraiu tuberculose aos 12 anos. Em Paris, obteve o bacharelado. Ele passou dois anos na Indochina em um navio-hospital. Ele passou nos exames do Serviço de Saúde Naval em Bordeaux, e tornou-se médico da marinha. Ele foi enviado para Sidi Abdallah Bizerte. Sentindo que suas opções de reconhecimento seriam melhores, ele mudou para se tornar um cirurgião. Durante a Segunda Guerra Mundial, ele estava estacionado no torpedeiro Sirocco, onde testemunhou a evacuação do Dunkerque, e depois foi afundado pelos alemães. Ele foi salvo por um saveiro inglês que o pegou. Ele recebeu a Cruz Militar Francesa com distinção. Mais tarde, ele foi colocado em Dakar. Por volta de 1949 ele foi nomeado para o hospital Val-de-Grâce em Paris.